# Vitovlje (Travnik)
Vitovlje (kyrillisch: Витовље) ist ein Ort in der Gemeinde Travnik in Bosnien und Herzegowina.

## Lage
Die Siedlung liegt im Gebirge Vlašić am Hang des 1006 m hohen Bergs Gavric auf einer Höhe von circa 900 m. Durch die Siedlung fließt der Dedića potok  (Dedića-Bach), ein linker Nebenfluss des Ugar, südlich der Korićanske stijene. Von Vitovlje, entlang des Ugar, zwischen den Bergen Ranča und der Ugarske stijene, erstreckt sich Pougarje.

## Geschichte
Im mittelalterlichen Bosnien war Vitovlje in der Pfarrei von Mel (Župa Mel) eingegliedert.

## Einwohnerzahlen
| Vitovlje Volkszählung 2013: Gesamt 588 Einwohner |               |               |               |
| Jahr der Volkszählung                            | 1991.         | 1981.         | 1971.         |
| Muslime                                          | 356 (50,28 %) | 313 (39,42 %) | 333 (38,23 %) |
| Serben                                           | 315 (44,49 %) | 407 (51,26 %) | 478 (54,88 %) |
| Kroaten                                          | 27 (3,81 %)   | 38 (4,79 %)   | 58 (6,66 %)   |
| Montenegriner                                    | –             | 7 (0,88 %)    | –             |
| Jugoslawen                                       | 5 (0,71 %)    | 27 (3,40 %)   | 2 (0,23 %)    |
| Andere                                           | 5 (0,71 %)    | 2 (0,25 %)    | –             |
| Gesamt                                           | 708           | 794           | 871           |